# Revolução Russa de 1917
A Revolução Russa de 1917 foi um período de conflitos internos na Rússia Imperial, iniciado em 1917, que derrubou a monarquia russa e levou ao poder o Partido Bolchevique, de Vladimir Lênin. Recém-industrializada e sofrendo com a Primeira Guerra Mundial, a Rússia tinha uma grande massa de operários e camponeses trabalhando muito e ganhando pouco. Além disso, o governo absolutista do Czar Nicolau II desagradava o povo que queria uma liderança menos opressiva e mais democrática. A soma dos fatores levou a manifestações populares que fizeram o monarca renunciar ao poder e, no fim do processo, deram origem à União Soviética, o primeiro país socialista do mundo, que durou até o final do ano de 1991.
A Revolução compreendeu duas fases distintas:
- A Revolução de Fevereiro (março de 1917, pelo calendário ocidental), que derrubou a monarquia do Czar Nicolau II, o último Czar a governar, e procurou estabelecer em seu lugar uma república de cunho liberal;
- A Revolução de Outubro (novembro de 1917, pelo calendário ocidental), na qual o Partido Bolchevique derrubou o Governo Provisório apoiado pelos partidos socialistas moderados[1] e impôs o governo socialista soviético.

## Antecedentes
Até 1917, o Império Russo foi uma monarquia absolutista. A monarquia era sustentada principalmente pela nobreza rural, dona da maioria das terras cultiváveis. Das famílias dessa nobreza saíam os oficiais do exército e os principais dirigentes da Igreja Ortodoxa Russa.
Pouco antes da Primeira Guerra Mundial, a Rússia tinha a maior população da Europa, com cerca de 171 milhões de habitantes em 1904. Defrontava-se também com o maior problema social do continente: a extrema pobreza da população em geral. Enquanto isso, as ideologias liberais e socialistas penetravam no país, desenvolvendo uma consciência de revolta contra os nobres. Entre 1860 e 1914, o número anual de estudantes universitários cresceu de 5 mil para 69 mil, e o número de jornais diários cresceu de 13 para 856.
A população do Império Russo era formada por povos de diversas etnias, línguas e tradições culturais. Cerca de 80% desta população era rural e 90% não sabiam ler e escrever, sendo submetida pelos senhores feudais, em troca de proteção, ideia vigorada na concepção dos Três Estamentos, as castas da sociedade: nobreza, clero e servos. Com a industrialização foi-se estabelecendo progressivamente uma classe operária, que possuía aspirações para melhorar sua condição de vida, perspectiva esta aproveitada mais tarde pelos bolcheviques. A situação de extrema pobreza em que vivia a população tornou-se assim um campo fértil para o florescimento de ideias socialistas.

### A decadência da monarquia czarista
Para entender as causas da Revolução Russa é fundamental conhecer o desenvolvimento básico das estruturas socioeconômicas na Rússia durante o governo dos três últimos czares.

#### Alexandre II (1858 - 1881)

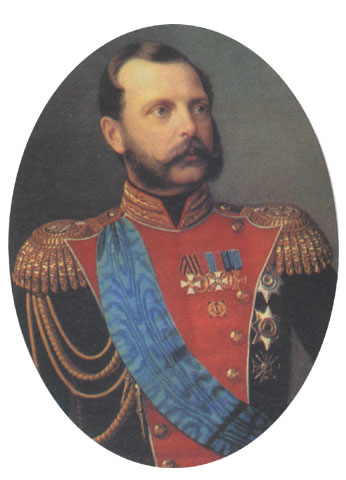
Alexandre II

Alexandre II da Rússia tinha consciência da necessidade de se promover reformas modernizadoras no país para aliviar as tensões sociais internas e transformar a Rússia num Estado mais respeitado internacionalmente. Com sua política reformista, Alexandre II promoveu, por exemplo:
- a abolição da servidão agrária,[4] beneficiando cerca de 40 milhões de camponeses que ainda permaneciam numa relação de pertencimento à terra, com ideias ainda associadas ao feudalismo dos séculos antecessores;
- o incentivo ao ensino elementar e a concessão de autonomia acadêmica às universidades;
- a concessão de maior autonomia administrativa aos diferentes governos das províncias.

Mesmo sem provocar alterações significativas na estrutura social existente na Rússia, a política reformista do czar encontrou forte oposição das classes conservadoras da aristocracia, extremamente sensíveis a quaisquer perdas de privilégios sociais em favor de concessões ao povo.
Apesar das medidas reformistas, o clima de tensão social continuava aumentando entre os setores populares. A terra distribuída aos camponeses era insuficiente, estando fortemente concentrada nas mãos de uma aristocracia latifundiária. A esta faltavam, no entanto, recursos técnicos e financeiros para uma modernização da agricultura. Esses problemas se traduziam na baixa produtividade agrícola, que provocava frequentes crises de abastecimento alimentar, afetando tanto os camponeses quanto a população urbana.
Em 1881, o czar Alexandre II foi assassinado por um dos grupos de oposição política (os Pervomartovtsky) que lutavam pelo fim da monarquia vigente, responsabilizada pela situação de injustiça social existente.

#### Alexandre III (1881 - 1894)
Após o assassinato de Alexandre II, as forças conservadoras russas uniram-se em torno do novo czar, Alexandre III, que retomou o antigo vigor do regime monárquico absolutista.
Alexandre III concedeu grandes poderes à polícia política do governo (Okhrana), que exercia severo controle sobre os setores educacionais, imprensa e tribunais, além dos dois importantes partidos políticos (Narodnik e o Partido Operário Social-Democrata Russo), que queriam acabar com a autocracia, e passaram a atuar na clandestinidade.
Impedidos de protestar contra a exploração de que eram vítimas, camponeses e trabalhadores urbanos continuaram sob a opressão da aristocracia agrária e dos empresários industriais. Estes, associando-se a capitais franceses, impulsionavam o processo de industrialização do país. Apesar da repressão política comandada pela Okhrana, as ideias socialistas eram introduzidas no país por intelectuais como: anarquistas clássicos, anarco-sindicalistas, socialistas "utópicos" e marxistas.
Alexandre III morreu em 1894.

#### Nicolau II (1894 - 1918)
Nicolau II da Rússia, o sucessor de Alexandre III, procurou facilitar a entrada de capitais estrangeiros para promover a industrialização do país, principalmente da França, Alemanha, Inglaterra e Bélgica. Esse processo de industrialização ocorreu posteriormente ao da maioria dos países da Europa Ocidental. O desenvolvimento capitalista russo foi ativado por medidas como o início da exportação do petróleo, a implantação de estradas de ferro e da indústria siderúrgica.
Os investimentos industriais foram concentrados em centros urbanos populosos, como Moscovo, São Petersburgo, Odessa e Kiev. Nessas cidades, formou-se um operariado de aproximadamente 3 milhões de pessoas, que recebiam salários miseráveis e eram submetidas a jornadas de 12 a 16 horas diárias de trabalho, não recebiam alimentação e trabalhavam em locais imundos, sujeitos a doenças. Nessa dramática situação de exploração do operariado, as ideias socialistas encontraram um campo fértil para o seu florescimento.

### Terror Revolucionário no Império Russo
Na segunda metade do século XIX e no início do século XX desenvolveu-se no Império Russo o terror revolucionário, uma série de acções levadas a cabo por movimentos políticos de esquerda russos com o objectivo de provocar uma revolução social. Este fenómeno apareceu pela primeira vez como um fenómeno de massas após a reforma camponesa do czar Alexandre II, em 1861. No ano seguinte,  Pyotr Zaichnevsky lançaria a sua proclamação chamada "Rússia Jovem", onde proclamaria: 
Em breve, chegará o dia em que desfraldaremos a grande bandeira do futuro, a bandeira vermelha, e com um forte grito de "Viva a república social e democrática da Rússia!" iremos ao Palácio de Inverno para exterminar os que aí vivem ... Neste último caso, com plena fé em nós próprios, nas nossas próprias forças, na simpatia do povo por nós, no futuro glorioso da Rússia, por sermos os primeiros para realizar a grande obra do socialismo, gritaremos "aos machados" ... e depois atacaremos o Partido Imperial, sem piedade, pois agora não tem piedade de nós, atacaremos nas praças, se aquele bastardo vil ousar sair para dentro delas, atacaremos nas casas, atacaremos nos becos estreitos das cidades, nas ruas largas das capitais, atacaremos nas vilas e aldeias!

Lembre-se, então, que aquele que não está connosco estará contra nós, aquele que está contra nós é nosso inimigo, e os inimigos devem ser exterminados por todos os meios.
Em seu desenvolvimento, o terror revolucionário na Rússia teve dois picos distintos: no início das décadas de 1870 e 1880 e no início do século XX com um período especial de crise de 1905 a 1907. De acordo com os cálculos de A. Geifman, no século XIX cerca de 100 pessoas foram mortas por radicais de esquerda na Rússia e o número de ataques terroristas não ultrapassou 40. Entre 1901 e 1911, um total de 16 800 pessoas foram contadas (incluindo feridos) que foram vítimas de atos de terror.

## O Partido Operário Social-Democrata Russo (POSDR)
Com o desenvolvimento da industrialização e o maior relacionamento com a Europa Ocidental, a Rússia recebeu do exterior novas correntes políticas que chocavam com o antiquado absolutismo do governo russo. Entre elas destacou-se a corrente inspirada no marxismo, que deu origem ao Partido Operário Social-Democrata Russo.
O POSDR foi violentamente combatido pela Okhrana. Embora tenha sido desarticulado dentro da Rússia em 1898, voltou a organizar-se no exterior, tendo como líderes principais Gueorgui Plekhanov, Vladimir Ilyich Ulyanov (conhecido como Lênin) e Lev Bronstein (conhecido como Trotsky).

### A divisão do Partido: Mencheviques e Bolcheviques
Em 1903, divergências quanto à forma de ação levaram os membros do partido POSDR a se dividir em dois grupos básicosː
- os mencheviques: oriundos da Segunda Internacional ou a Nova internacional, oriundos do possibilismo, liderados por Martov, defendiam que os trabalhadores podiam conquistar o poder participando normalmente das atividades políticas. Acreditavam, ainda, que era preciso esperar o pleno desenvolvimento capitalista da Rússia e o desabrochar das suas contradições para se dar início efetivo à ação revolucionária. Como esses membros tiveram menos votos em relação ao outro grupo, ficaram conhecidos como mencheviques, que significa "minoria".
- os bolcheviques: oriundos da Primeira e Segunda Internacional, oriundos do socialismo revolucionário e marxismo, liderados por Lenin, defendiam que os trabalhadores somente chegariam ao poder pela luta revolucionária. Pregavam a formação de uma ditadura do proletariado,[4] na qual também estivesse representada a classe camponesa. Como esse grupo obteve mais adeptos, ficou conhecido como bolchevique, que significa "maioria". Trotsky, que inicialmente não se filiou a nenhuma das facções, aderiu aos bolcheviques mais tarde, em 1917.

## Revolta de 1905
Em 1904, a Rússia, que desejava expandir-se para o oriente, entrou em guerra contra o Japão devido à posse da Manchúria, mas foi derrotada. A situação socioeconômica do país agravou-se e o regime político do czar Nicolau II foi abalado por uma série de revoltas em 1905, envolvendo operários, camponeses, marinheiros (como a revolta no navio couraçado Kniaz Potemkin Tavricheski) e soldados do exército. Greves e protestos contra o regime absolutista do czar explodiram em diversas regiões da Rússia. Em São Petersburgo, foi criado um soviete (conselho operário) para auxiliar na coordenação das várias greves e servir de palco de debate político.
Diante do crescente clima de revolta, o czar Nicolau II prometeu realizar, pelo Manifesto de Outubro, grandes reformas no país: estabeleceria um governo constitucional, dando fim ao absolutismo, e convocaria eleições gerais para o parlamento (a Duma), que elaboraria uma constituição para a Rússia. Os partidos de orientação liberal burguesa (como o Partido Constitucional Democrata ou Partido dos Cadetes) deram-se por satisfeitos com as promessas do czar, deixando os operários isolados.
Terminada a guerra contra o Japão, o governo russo mobilizou suas tropas especiais (cossacos) para reprimir os principais focos de revolta dos trabalhadores. Diversos líderes revolucionários foram presos, desmantelando-se o Soviete de São Petersburgo. Assumindo o comando da situação, Nicolau II deixou de lado as promessas liberais que tinha feito no Manifesto de Outubro. Apenas a Duma continuou funcionando, mas com poderes limitados e sob intimidação policial das forças do governo.
A Revolução Russa de 1905, mais conhecida como "Domingo Sangrento", tinha sido derrotada por Nicolau II, mas serviu de lição para que os líderes revolucionários avaliassem seus erros e suas fraquezas e aprendessem a superá-los. Segundo Lenin, foi um ensaio geral para a Revolução Russa de 1917.

## Revolução de 1917

### A queda do Czar e o processo revolucionário
Mesmo abatida pelos reflexos da derrota militar frente ao Japão, a Rússia envolveu-se em outro grande conflito, a Primeira Guerra Mundial (1914-1918), em que também sofreu pesadas derrotas nos combates contra os alemães. A longa duração da guerra provocou uma crise de abastecimento alimentar nas cidades, desencadeando uma série de greves e revoltas populares. Incapaz de conter a onda de insatisfações, o regime czarista mostrava-se intensamente debilitado.

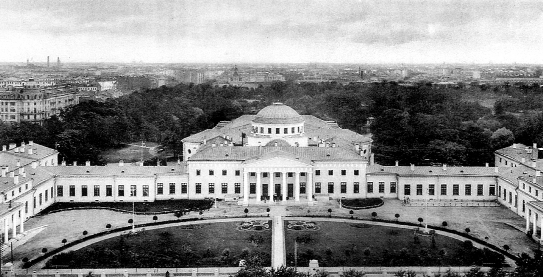
Palácio Tauride, sede da Duma e posteriormente do Governo Provisório e do Soviete de Petrogrado.

Numa das greves em Petrogrado (atualmente São Petersburgo, então capital do país), Nicolau II toma a última das suas muitas decisões desastrosas: ordena aos militares que disparem sobre a multidão e contenham a revolta. Partes do exército, sobretudo os soldados, apoiaram a revolta. A violência e a confusão nas ruas tornam-se incontroláveis. Segundo o jornalista francês Claude Anet, em São Petersburgo, cerca de 1,5 mil pessoas foram mortas e cerca de 6 mil ficaram feridas.
Em 15 de março de 1917, o conjunto de forças políticas de oposição (liberais, burguesas e socialistas) depuseram o czar Nicolau II, dando início à Revolução Russa. Czar, esposa e filhos foram executados simultaneamente.

### Revolução de Fevereiro ou Revolução Branca
A primeira fase, conhecida como Revolução de Fevereiro, ocorreu de março a novembro de 1917 e durou 1 semana.
Em 23 de Fevereiro (C.J.) (8 de março, C.G.), uma série de reuniões e passeatas aconteceram em Petrogrado, por ocasião do Dia Internacional das Mulheres. Nos dias que se seguiram, a agitação continuou a aumentar, recebendo adesão das tropas encarregadas de manter a ordem pública, que se recusavam a atacar os manifestantes.
No dia 27 de fevereiro (C.J.), um mar de soldados e trabalhadores com trapos vermelhos em suas roupas invadiu o Palácio Tauride, onde a Duma se reunia. Durante a tarde, formaram-se dois comitês provisórios em salões diferentes do palácio. Um, formado por deputados moderados da Duma, se tornaria o Governo Provisório. O outro era o Soviete de Petrogrado, formado por trabalhadores, soldados e militantes socialistas de várias correntes.
Temendo uma repetição do Domingo Sangrento, o Grão-Duque Mikhail ordenou que as tropas leais baseadas no Palácio de Inverno não se opusessem à insurreição e se retirassem. Em 2 de Março, cercado por amotinados, Nicolau II assinou sua abdicação.
Após a derrubada do czar, instalou-se o Governo Provisório, comandado pelo príncipe Georgy Lvov, um latifundiário, e tendo Alexander Kerenski como Ministro da Guerra. Era um governo de caráter liberal burguês, comprometido com a manutenção da propriedade privada e interessado em manter a participação russa na Primeira Guerra Mundial. Enquanto isso, o Soviete de Petrogrado reivindicava para si a legitimidade para governar. Já em 1 de março, o Soviete ordenava ao exército que lhe obedecesse, em vez de obedecer ao Governo Provisório. O Soviete queria dar terra aos camponeses, um exército com disciplina voluntária e oficiais eleitos democraticamente, e o fim da guerra, objetivos muito mais populares do que os almejados pelo Governo Provisório.
Com ajuda alemã, Lenin regressa à Rússia em abril (C.J.), pregando a formação de uma república dos sovietes, bem como a nacionalização dos bancos e da propriedade privada. Seu principal lema era: todo o poder aos sovietes.
Entretanto, o processo de desintegração do Estado russo continuava: a comida era escassa, a inflação alcançava a casa dos 1 000%, as tropas desertavam do fronte matando seus oficiais, propriedades da nobreza latifundiária eram saqueadas e queimadas. Nas cidades, conselhos operários foram criados na maioria das empresas e fábricas. A Rússia ainda continuava na guerra.

### Revolução de Outubro ou Revolução Vermelha

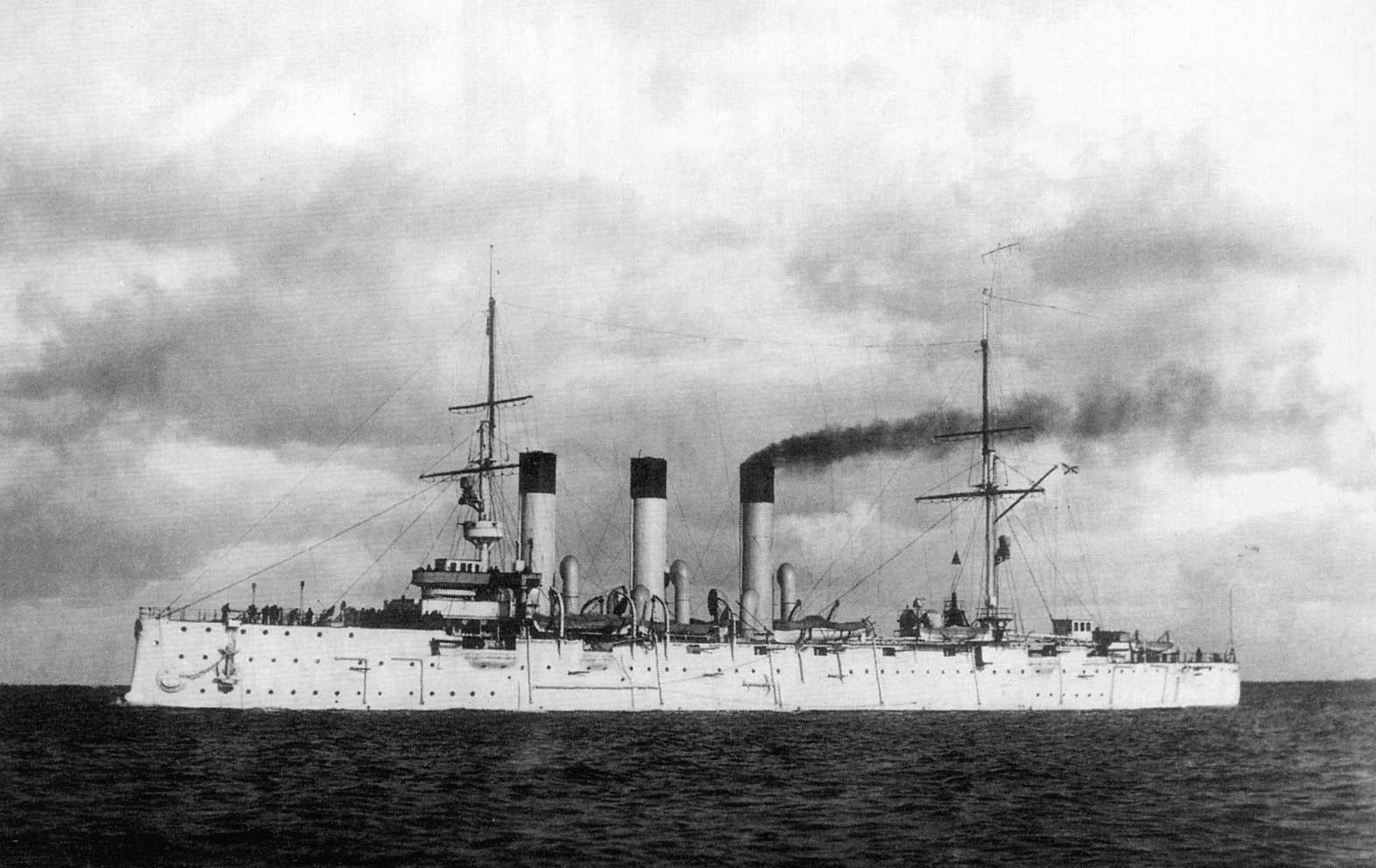
O cruzador Aurora, navio que ajudou os bolcheviques a conquistar São Petersburgo, na época...

A segunda fase, conhecida como Revolução de Outubro, teve início em novembro de 1917 e tinha como exigências a saída da guerra, o fim da carestia e a reforma agrária, sendo que 200 mil pessoas participaram dos protestos contra o czar que ainda tinha uma base de apoio.
Em sua passagem pela Alemanha, retornando de seu exílio na Suíça, Lenin negociou com o governo alemão o recebimento de 40 milhões de goldmarks para financiar sua revolta. A atuação de Aleksandr Parvus foi decisiva para essa negociação - ele que, durante anos, buscou ajuda do Império Alemão para financiar revoltas na Rússia. Nas Teses de Abril, Lenin deixava claro seu desejo de tirar a Rússia da grande guerra, o que era vital para os alemães. Financiando os bolcheviques, os alemães pretendiam derrubar o governo provisório, o que forçaria a Rússia a retirar-se da guerra, encerrando as atividades na frente Oriental permitindo ao Deutsches Heer (exército imperial alemão) concentrar todas as suas forças na frente Ocidental.
Na madrugada do dia 25 de outubro, os bolcheviques, liderados por Lênin, Zinoviev e Radek, com a ajuda de elementos anarquistas e Socialistas Revolucionários, cercaram a capital, onde estavam sediados o Governo Provisório e o Soviete de Petrogrado. Muitos foram presos, mas Kerenski conseguiu fugir. À tarde, numa sessão extraordinária, o Soviete de Petrogrado delegou o poder governamental ao Conselho dos Comissários do Povo, dominado pelos bolcheviques e dissolveu a antiga assembleia constituinte. O Comitê Executivo do mesmo Soviete de Petrogrado rejeitou a decisão dessa assembleia e convocou os sovietes e o exército a defender a Revolução contra o golpe bolchevique. Entretanto, os bolcheviques predominaram na maior parte das províncias de etnia russa. O mesmo não se deu em outras regiões, tais como a Finlândia, a Polônia e a Ucrânia.

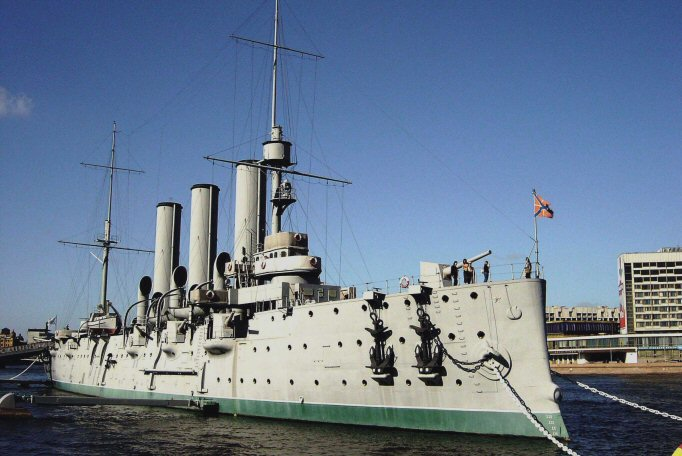
...e atualmente, como museu em São Petersburgo.

Em 3 de novembro, um esboço do Decreto sobre o Controle Operário foi publicado. Esse documento instituía a autogestão em todas as empresas com cinco ou mais empregados. Isto acelerou a tomada do controle de todas as esferas da economia por parte dos conselhos operários, e provocou um caos generalizado, ao mesmo tempo que acelerou ainda mais a fuga dos proprietários para o exterior. Mesmo Emma Goldman viria a reconhecer que as empresas que se encontravam em melhor situação eram justamente aquelas em que os antigos proprietários continuavam a exercer funções gerenciais. Entretanto, este decreto levou a classe trabalhadora a apoiar o recém-criado e ainda fraco regime bolchevique, o que possivelmente teria sido o seu principal objetivo. Durante os meses que se seguiram, o governo bolchevique procurou então submeter os vários conselhos operários ao controle estatal, por meio da criação de um Conselho Pan-Russo de Gestão Operária. Os anarquistas se opuseram a isto, mas foram voto vencido.
Era consenso entre todos os partidos políticos russos de que seria necessária a criação de uma assembleia constituinte, e que apenas esta teria autoridade para decidir sobre a forma de governo que surgiria após o fim do absolutismo. As eleições para essa assembleia ocorreram em 12 de novembro de 1917, como planejado pelo Governo Provisório, e à exceção do Partido Constitucional Democrata, que foi perseguido pelos bolcheviques, todos os outros puderam participar livremente. Os socialistas revolucionários receberam duas vezes mais votos do que os bolcheviques, e os partidos restantes receberam muito poucos votos. Em 26 de dezembro, Lênin publicou suas Teses sobre a assembleia constituinte, onde ele defendia os sovietes como uma forma de democracia superior à assembleia constituinte. Até mesmo os membros do partido bolchevique compreenderam que preparava-se o fechamento da assembleia constituinte, e a maioria deles foram contra isto, mas o Comitê Central do partido ordenou-lhes que acatassem a decisão de Lênin.
Na manhã de 5 de janeiro de 1918, uma imensa manifestação pacífica a favor da assembleia constituinte foi dissolvida à bala por tropas leais ao governo bolchevique. A assembleia constituinte, que se reuniu pela primeira vez naquela tarde, foi dissolvida na madrugada do dia seguinte. Pouco a pouco, se tornou claro que os bolcheviques pretendiam criar uma ditadura para si, inclusive contra os partidos socialistas revolucionários. Isto levou os outros partidos a atuarem na ilegalidade, sendo que alguns deles passariam à resistência armada ao governo.

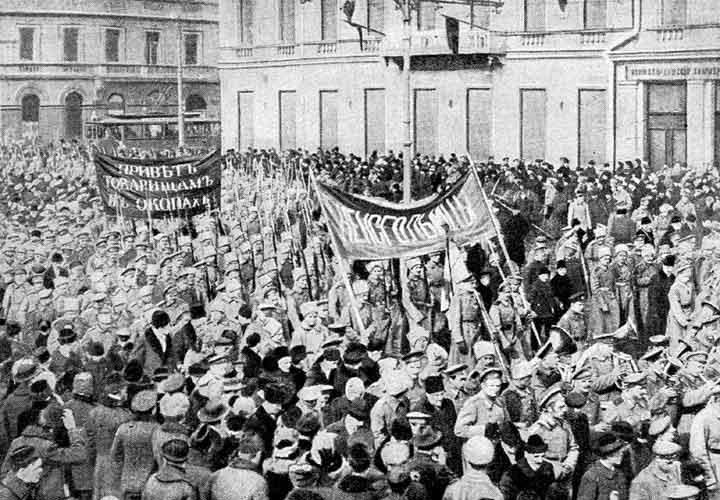
Soldados e civis se manifestando durante a Revolução, em 1917

Durante este período, o governo bolchevique tomou uma série de medidas de impacto, como:
- Pedido de paz imediata: em março de 1918 foi assinado, com a Alemanha, o Tratado de Brest-Litovski,[4] no qual a Rússia abriu mão do controle sobre a Finlândia, Países bálticos (Estônia, Letônia e Lituânia), Polônia, Bielorrússia e Ucrânia, bem como de alguns distritos turcos e georgianos antes sob seu domínio. A saída da Rússia da Grande Guerra, era o objetivo alemão ao financiar o movimento bolchevique.[19] O II Reich pôde então iniciar a ofensiva da Primavera na frente Ocidental e, esteve próximo de vencer a I Guerra Mundial, o que só não foi possível devido a deficiências logísticas e pela entrada dos EUA no conflito.[18]
- Confisco de propriedades privadas: grandes propriedades foram tomadas dos aristocratas e da Igreja Ortodoxa, para serem distribuídas entre o povo.
- Declaração do direito nacional dos povos: o novo governo comprometeu-se a acabar com a dominação exercida pelo governo russo sobre regiões tais como a Finlândia, a Geórgia ou a Armênia.
- Estatização da economia: o novo governo passou a intervir diretamente na vida econômica, nacionalizando diversas empresas.[4]

### Guerra civil
Durante o curto período em que os territórios cedidos no Tratado de Brest-Litovski estiveram em poder do Exército Imperial Alemão, as várias forças antibolcheviques puderam organizar-se e armar-se. Estas forças dividiam-se em três grupos que também lutavam entre si: 1) czaristas, 2) liberais, eseritas ("SR's", socialistas revolucionários) e metade dos socialistas e 3) anarquistas. Com a derrota do Império Alemão em 1919, esses territórios tornaram-se novamente alvo de disputa, bem como bases das quais partiriam forças que pretendiam derrubar o governo bolchevique.
Ao mesmo tempo, Trotsky se ocupou em organizar o novo Exército Vermelho. Com a ajuda deste, os bolcheviques mostraram-se preparados para resistir aos ataques do também recém formado Exército polonês, dos Exércitos Brancos de Denikin, Kolchak, Yudenich e Wrangel (que se dividiam entre as duas primeiras facções citadas no parágrafo anterior, ver: Movimento Branco), e também para suprimir o anarquista Exército Negro de Nestor Makhno durante a Revolução Ucraniana e a Revolta de Kronstadt, ambas de forte inspiração anarquista. A terceira força que atuou no conflito foi nacionalista Exército Verde. No início de 1921, encerrava-se a guerra civil, com a vitória do Exército Vermelho. O Partido Bolchevique, que desde 1918 havia alterado sua denominação para Partido Comunista, consolidava a sua posição no governo.

## Criação da União Soviética

Brasão de armas da URSS

Terminada a guerra civil, a Rússia estava completamente arrasada, com graves problemas para recuperar sua produção agrícola e industrial. Visando promover a reconstrução do país, Lenin criou, em fevereiro de 1921, a Comissão Estatal de Planificação Econômica ou GOSPLAN, encarregada da coordenação geral da economia do país. Pouco tempo depois, em março de 1921, adaptou-se um conjunto de medidas conhecidas como Nova Política Econômica ou NEP. Entre as medidas tomadas pela NEP destacam-se: liberdade de comércio interno, liberdade de salário aos trabalhadores, autorização para o funcionamento de empresas particulares e permissão de entrada de capital estrangeiro para a reconstrução do país. O Estado russo continuou, no entanto, exercendo controle sobre setores considerados vitais para a economia: o comércio exterior, o sistema bancário e as grandes indústrias de base.

### O Governo Operário na União Soviética
Desde 1918, após uma tentativa de assassinato de Lenin no mês de agosto com a participação de membros do partido Socialista, encarregou-se de combater as facções de oposição no interior do Partido e de garantir os postos importantes da administração estatal para pessoas da inteira confiança do regime, o que foi por ele utilizado para impor à administração interna a hegemonia do seu grupo pessoal.
Em dezembro de 1922, foi organizado um congresso geral de todos os sovietes, ocorrendo a fundação da União das Repúblicas Socialistas Soviéticas (URSS). O governo da União, cujo órgão máximo era o Soviete Supremo (Legislativo), passou a ser integrado por representantes das diversas repúblicas.
Competia ao Soviete Supremo eleger um comitê executivo (Presidium), dirigido por um presidente a quem se reservava a função de chefe de estado. Competiam ao governo da União as grandes tarefas relativas ao comércio exterior, política internacional, planificação da economia, defesa nacional, entre outros.
Paralelamente a essa estrutura formal, estava o Partido Comunista, que controlava, efetivamente, o poder da URSS. Sua função era controlar os órgãos estatais, estimulando sua atividade e verificando sua lealdade e manter os dirigentes em contato permanente com as massas. Também assegurava à população a difusão das ideologias vindas da alta cúpula.

### A ascensão de Stálin
Lênin, o fundador do primeiro Estado socialista, morreu em janeiro de 1924. Teve início, então, uma grande luta interna pela disputa do poder soviético. Num primeiro momento, entre os principais envolvidos nesta disputa pelo poder figuravam Trotski e Stalin (ver: Divergências entre Stalin e Trotsky).
Trotski defendia a teoria da revolução permanente, segundo a qual o socialismo somente seria possível se fosse construído à escala internacional. Ou seja, a revolução socialista deveria ser levada à Europa e ao mundo.
Opondo-se a tese trotskista, Stalin defendia a construção do socialismo em um só país. Pregava que os esforços por uma revolução permanente comprometeriam a consolidação interna do socialismo na União Soviética.
A tese de Stalin tornou-se vitoriosa. Foi aceita e aclamada no XIV Congresso do Partido Comunista.
Trotski foi destituído das suas funções como comissário de guerra, expulso do Partido e, em 1929, deportado da União Soviética. Tempos depois, em 1940, o antigo líder do Exército Vermelho foi assassinado no México, a mando de Stalin, com um golpe de picareta na cabeça, por Ramón Mercader, agente do NKVD.

#### O governo de Stálin
A partir de dezembro de 1929, Stalin converteu-se no ditador absoluto da União Soviética para outros em um líder comunista. O método que utilizou para a total conquista do poder político teve como base a sua habilidade no controle da máquina burocrática do Partido e do Estado, bem como a montagem de um implacável sistema de repressão política de todos os opositores (ver: Repressão política na União Soviética). Desse modo, Stalin conseguiu eliminar do Partido, do Exército e dos principais órgãos do Estado todos os antigos dirigentes revolucionários, muitos dos quais tinham sido grandes companheiros de Lénin, como Zinoviev, Bukharin, Kamenev, Rikov, Muralov entre outros.
Depois de presos e torturados, os opositores de Stalin eram forçados a confessar crimes de espionagem que não haviam praticado. Assim, conhecidos bolcheviques foram executados como traidores da pátria. Era a farsa jurídica que caracterizou as chamadas depurações (ver: Grande Expurgo).
Durante o período stalinista (1924 - 1953) calcula-se que o terror político soviético foi responsável pela prisão de mais de cinco milhões de cidadãos e pela morte de mais de 23 milhões de pessoas.
Houve êxito na reconstrução do país e na elevação do nível econômico e cultural da população soviética tornando a URSS, juntamente com os Estados Unidos, após a Segunda Guerra Mundial (1939-1945) uma das superpotências mundiais.
Com a vitória dos aliados da II Guerra Mundial sobre as potências do Eixo nazifascista liderado por Alemanha Nazista, Império do Japão e Itália fascista, a União Soviética, o principal oponente da Alemanha na Europa passou a dispor de enorme prestígio internacional, mas teve enormes perdas humanas e materiais. O governo de Stalin terminou com sua morte no ano de 1953.

## Relações diplomáticas com Portugal
A Revolução de Fevereiro de 1917 teve uma enorme repercussão nas relações diplomáticas luso-soviéticas, que foram cortadas até 1974. Todavia, ao longo desses 57 anos, relações comerciais entre Portugal e a Rússia (e, posteriormente, a União Soviética) nunca deixaram de existir.